# レモネード

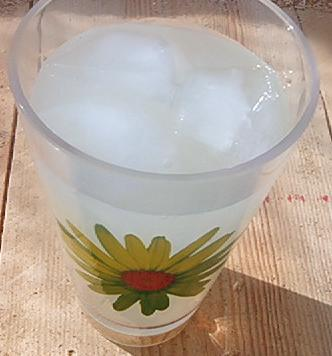
アイスレモネード

レモネード、ないしレモンエード（lemonade）は、レモンの果汁に蜂蜜やシロップ、砂糖などで甘味をつけて冷水で割ったエード。冷水の代わりに熱湯を用いればホットレモネードになる。

## 世界のレモネード
「レモネード」は世界各地で飲まれているが、その中身は国や地域によって異なる。
アメリカとカナダ
北米では「レモネード」は砂糖入りレモン水（炭酸の入っていないもの）をさす。 インディアンの伝統飲料に由来する「ピンク・レモネード」もよく飲まれている。
子供がレモネードの露天販売を行うのは古くからアメリカで見られる夏の風物詩である。
ただし現在では、冷凍食品の濃縮果汁に水を加えてもどしたり、ドリンクミックスに水を加えて簡単に即席のレモネードが作れる。
イギリス
英国でも「レモネード」は、本来は砂糖入りのレモン水であった。用例は17世紀に遡る。しかし『オックスフォード英語辞典』の編纂時代（1908年）の頃には、英国おいて、特に炭酸飲料（炭酸を含ませた水とレモン汁と砂糖の飲料）を指すようになっていた。21世紀現在において英国では「レモネード」はレモン風味の炭酸飲料（スプライトやセブンアップ）を指すという。
また、スカッシュとは英国で果汁を濃縮し糖分を添加したシロップの事で（これを水やソーダで割る）、アメリカでは普通に流通していない商品である。すなわち英語の"lemon squash"は、日本のレモンスカッシュとは違って炭酸を含んでいない。
「レモンコーディアル」は、カクテルベースの果汁の意でもちいられる例を日本で見るが、英国で"cordial"は、濃縮果汁（たとえばスカッシュ）を水で割ったノンアルコール飲料を意味する。米国だと"cordial"は蒸留酒の意味合いがあるのでまぎらわしい。
アイルランド
レモン風味の炭酸水を指すが、「白レモネード」と「赤レモネード」がある。白レモネードは他国にある無色の炭酸入りレモン水と同じだが、炭酸で泡立つ赤レモネードはアイルランド特有である。
オーストラリアとニュージーランド
コモンウェルス圏でも英国同様、レモネードは無色透明のレモン風味の炭酸飲料である。Spriteや7Upのラベルに「lemonade」と書かれていたこともあった。これがレモン果汁などで濁っていると「レモンスカッシュ」(Lemon ;en:Squash (drink)) と呼ばれ、Soloやリフトといった商品がある。希に、ただのレモン果汁のことを「レモンスカッシュ」と呼ぶこともある。
フランス
フランス語では limonade という。イギリスと同様の炭酸飲料で、LorinaやPschittといった商品が該当する。ビールと limonade のカクテルは「パナシェ」（Panaché）と呼ばれ、これはイギリスのシャンディ・ガフと同類とみなされている。また類似の飲料として、レモンを皮ごとミキサーにかけたものに水や砂糖を加えて飲むシトロネード（Citronnade）がある。
イタリア
レモン果汁またはレモン水に砂糖や蜂蜜などの甘味料を加えた炭酸が入ってない飲料を呼ぶ。アマルフィからシチリアにかけての南イタリア沿岸で多種類のレモンが栽培されている。レモンを漬けたリキュールはリモンチェッロ（Limoncello）と呼ばれる。
フィンランド
フィンランド語では "limonadi" あるいは "limu" という。コカコーラのような炭酸飲料全般をレモネードと呼ぶ。例えば "Omena Limonadi" というのは、英語でいうと "Apple Lemonade" のことである。
ドイツ
ドイツ語では "Limonade" あるいは "Limo" という。炭酸飲料全般をいうが、特に甘いレモン風味の飲料は "süßes Sprudel" と呼ばれる。ビールとこのレモネードのカクテルはドイツ南部では "radler"、ドイツ北部では "Alsterwasser" で、白ワインとレモネードのカクテルは "Limoschoppen" または "Süßgespritzter" と呼ばれる。
オランダ
甘い濃縮果実酒を水で割ったもの全般を指す。
日本
アメリカなどと同様にレモン果汁に水と砂糖を加えたものを指すことが多い。レモン水とも呼ばれる。はちみつレモンはそのバリエーションである。また、ラムネはこのレモネードの名前が訛ったもの。
香港
茶餐廳と呼ばれる飲食店では、シロップで甘くした水にスライスされたレモンを添えたもので、"檸檬水" などと呼ばれる。
インドとパキスタン
アメリカと同じレシピの砂糖入りレモン水で "nimbu pani'" と呼ばれる。
ブラジル
レモン水そのもののことを指すか、あるいは、皮を剥いてないレモン・氷・冷水と砂糖（あるいはクリーム）をシェイクしたものを言う。このシェイクしたものは特に "swiss lemonade" と呼ばれる。
中東
アメリカと同じ砂糖入りレモン水だが、ミントの葉が入る("Lemonana"と呼ばれる)。大量の氷と共にブレンダーで粉砕し、スムージーのようにして供することもある。また、Ouzoなどのアニス系のリキュールを加え、アルコール飲料とする場合もある。

## 歴史
炭酸の入っていない方のレモネードは商業用ソフトドリンクの中でも最も古い部類にあり、少なくとも17世紀には販売されていた。1676年、パリにおいて "Compagnie de Limonadiers" と呼ばれる業者団体が結成され、レモネード販売の専売権を取得している。業者たちはレモネードを作りそれをタンクで運び、カップに注いで販売していたという。

## 命名
冠名語の例としては、レモンの品種の一つに「レモネード」という果物があり、果実は皮をむいてそのまま食べることができる。